# Stazione di Castel Bolognese
Stazione di Castel Bolognese vasútállomás Olaszországban, Castel Bolognese településen.

## Vasútvonalak
Az állomást az alábbi vasútvonalak érintik:
- Castel Bolognese-Riolo Bagni-vasútvonal

## Kapcsolódó állomások
A vasútállomáshoz az alábbi állomások vannak a legközelebb:
- Via Emilia railway stop